# 閃光手榴弾

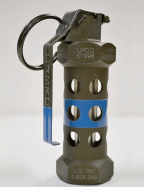
M84スタングレネード

閃光手榴弾（せんこうしゅりゅうだん）またはスタングレネード（stun grenade）、フラッシュバン（flashbang）は大音量や閃光を発する非致死性兵器。手榴弾の一種であり、屋内での近接戦闘や人質救出作戦、さらには暴動鎮圧等に用いられる。
特に屋内等の閉所に突入する際に用いられ、閃光と180デシベル以上の大音量により、効果範囲内の人物に対して眩暈やショック状態を引き起こさせ、その混乱に乗じて作戦を実行する。
1960年代にイギリス陸軍特殊部隊SASのORW（作戦調査中隊／新しい機器、武器、技術等の評価および開発を担う部門）がSASの訓練用に開発したのが始まりである。1970年代から対テロ作戦用としてSASのCRW Wing（対革命戦中隊／現CTW〈対テロ中隊〉）が実戦で運用して以降、世界各国の軍・警察・特殊部隊等で採用され、ハイジャック事件、人質救出作戦等に使用された。日本では2000年の西鉄バスジャック事件の犯人制圧の際、初めて使用された。
非致死性兵器ではあるが、難聴や火傷の発生についての報告がある。